# Volby druhého řádu

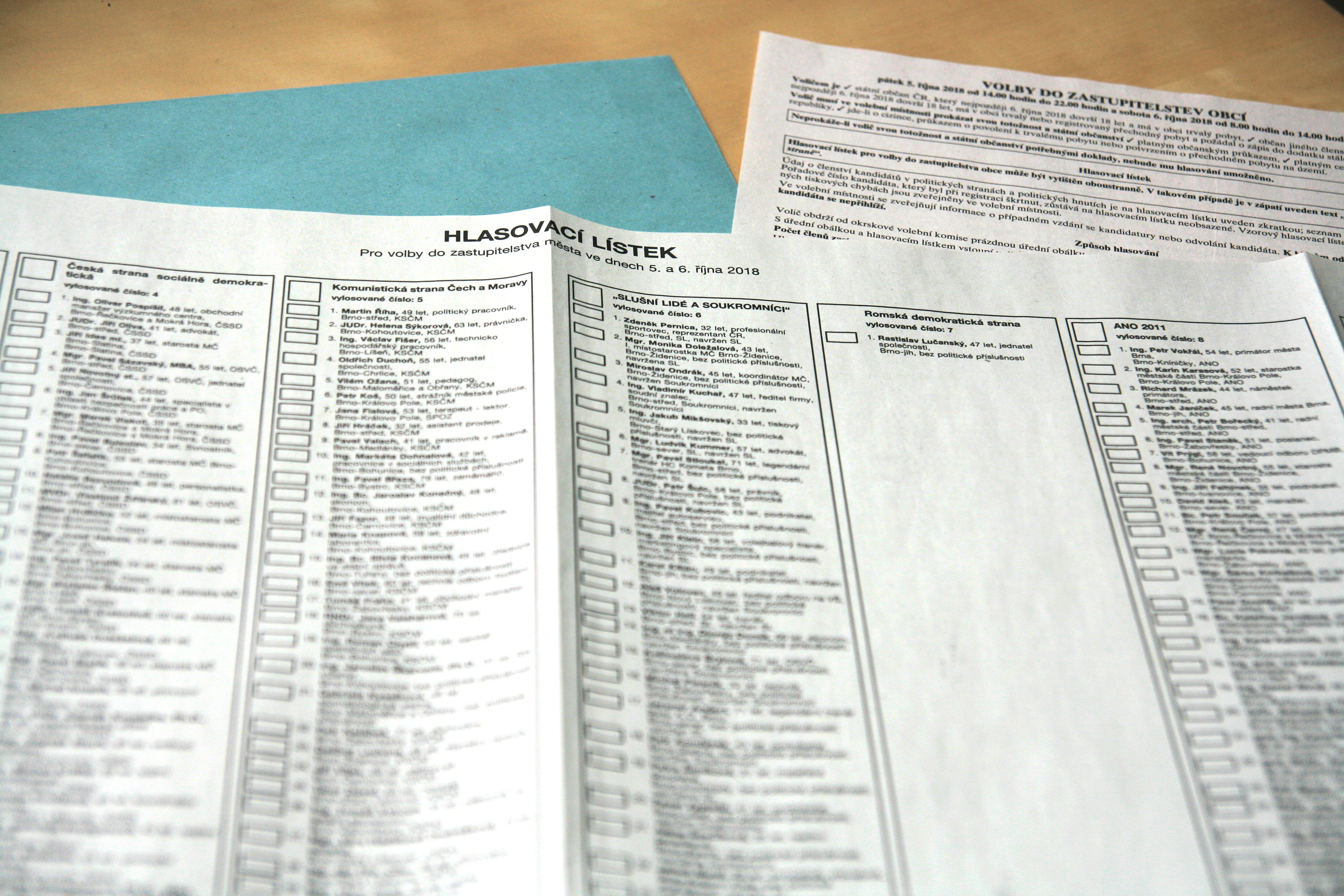
Hlasovací lístky v komunálních volbách v Česku.

Za volby druhého řádu (Second-order elections, SOE) se dají označit volby, jež jsou považovány za méně důležité. Termín volby druhého řádu se může vztahovat na různé typy voleb v závislosti na charakteru formy vlády v dané zemi. V parlamentních systémech lze pod tento pojem zařadit všechny druhy voleb kromě voleb parlamentních (především do dolní komory parlamentu). Naopak v systémech s prezidentskou formou vlády(např. USA) či s polo-prezidentským systémem (např. Francie) jsou volbami druhého řádu všechny volby kromě voleb prezidentských.

Mezi volby druhého řádu se například řadí komunální volby, krajské volby a volby do Evropského parlamentu.

Rozhodujícím rozdílem mezi volbami prvního a druhého řádu je obecná představa větší důležitosti určitého typu voleb, čili voleb prvního řádu. Voliči považují volby prvního řádu za důležitější proto, že rozhodují o složení klíčové ústavní instituce v zemi. Mohou v nich například přímo či nepřímo ovlivnit podobu exekutivní moci. Ve volbách druhého řádu voliči rozhodují o menších pravomocích a kompetencích, které nemají přímý dopad na exekutivu .
Tento typ voleb je často charakterizován následujícími body: menší volební účast než u voleb prvního řádu, voliči si nevybírají strany takticky jako na národní úrovni, ale jsou náchylnější volit menší strany či strany na okrajích volebního spektra. 

Tento typ voleb bývá také označován jako ověřovací volby. „Na základě cyklického vzorce vládnoucí strany většinou ztrácejí podporu ve volbách druhého řádu, především v polovině volebního období, neboť lidé vidí ve volební soutěži příležitost, jak se vymezit proti stávající administrativě.“  Skrze volby druhého řádu mají voliči možnost dát najevo svůj názor na vládu v daném volebním období.

Politologové zabývající se tímto pojmem se shodují na tom, že druhořadost některých voleb nevnímají pouze voliči, ale i média a samotné politické strany.

Někteří autoři používají pro tuto skupinu voleb jiné výrazy, jako například „Élections intermédiaires“ ,„Untergeordnete irrelevant elections“ , nebo „Minor elections“ . 

## Historie vývoje
Pojem volby druhého řádu se poprvé objevil v práci Karlheinze Reifa a Hermanna Schmitta „Nine Second-Order Elections – A Conceptual Framework For the Analysis of European Elections Results“ z roku 1980 analyzující první přímé volby do Evropského parlamentu konané v roce 1979. Reif se Schmittem společně určili 6 dimenzí, se kterými je koncept voleb druhého řádu nejvíce spojen:

1. Dimenze významu – volby druhého řádu nemají takový význam jako volby prvního řádu, nerozhodují o důležitých národních tématech, nemají vliv na exekutivu
2. Dimenze specifické arény –stupeň závislosti druhořadých voleb na volbách prvního řádu lze zjistit podle shody vybíraných stran. Například pokud je výběr politických stran ve volbách druhého a prvního řádu téměř totožný, počítá se s tím, že vliv prvořadých voleb na podobu výsledků voleb druhého řádu bude velký.
3. Institucionálně-procedurální dimenze – čím více se liší volební systém voleb druhého řádu od tradičního volebního systému dané země, tím větší vliv má tato skutečnost na volební účast.
4. Dimenze volební kampaně – volební účast u voleb druhého řádu je závislá na kampaních politických stran a subjektů. Kampaň u druhořadých voleb nemá pouze přesvědčit, jaký volební subjekt či stranu má volič volit, ale přimět voliče, aby k těmto méně důležitým volbám vůbec šel. Čím menší finanční prostředky politické strany dají do kampaní u voleb druhého řádu, tím nižší bude nejspíše i volební účast.
5. Dimenze politické proměny hlavní arény – pokud se volby druhého řádu konají po prvořadých volbách, na výsledcích lze zjistit spokojenost/nespokojenost s politickou situací v dané zemi.
6. Dimenze sociální a kulturní proměny – u analýzy výsledků voleb je nutné vzít v potaz kulturní a sociální změny, které jsou na těchto výsledcích nezávislé. Například vliv sekularizace na počet voličů křesťansko-demokratických stran.

Ve výše uvedeném článku autoři také definují 8 základních kritérií voleb do Evropského parlamentu jakožto voleb druhého řádu:

1. Je v nich nižší volební účast
2. Poskytují více šancí malým a novým stranám
3. Je zaznamenáváno vyšší procento neplatných hlasů
4. Vládní strany ztrácejí podporu
5. Voliči se méně rozhodují stranicky, podporují více osobnosti
6. Jsou orientovány tak, že překračují národní hranice
7. Čím jsou volební pravidla vzdálenější od národní tradice, tím je volební účast nižší
8. Role kampaní je důležitější než v případě voleb prvního řádu, a to z toho důvodu, že média i voliči volbám druhého řádu věnují menší

pozornost. Volební kampaň voleb druhého řádu tak například v médiích soupeří o pozornost s jinými politickými tématy.

To, co podle Schmitta a Reifa „odlišuje Evropské volby od všech ostatních voleb druhého řádu, je fakt, že překračují národní hranice.“ 
Reif po dalších evropských volbách v roce 1984 předefinoval původní hypotézy a kritéria voleb druhého řádu:

1. Kampaně voleb druhého řádu obsahují témata prostoru druhého řádu, ale také většinu prostoru prvního řádu
2. Volební účast ve volbách druhého řádu je pravidelně nižší než u voleb prvního řádu a reflektuje, jaká je závažnost rozdílných voleb druhého řádu
3. Menší, nové a radikální strany mají větší šanci na úspěch ve volbách druhého řádu ve srovnání s volbami prvního řádu než strany velké
4. Ve volbách druhého řádu výsledky stran, které tvoří vládu, ovlivňuje křivka popularity vládních stran v jednotlivých fázích volebního cyklu.[7]

Na Reifa a Schmitta navázali v letech 1979-1994 1994 Cees Van der Eijk, Mark Franklin a Michael Marsh  . Michael Marsh definoval 4 propozice voleb druhého řádu. První 2 propozice jsou v souladu s předchozími studiemi zabývajícími se touto tematikou:

1. Odliv voličů od větších stran k menším
2. Největší ztráty zaznamenávají vládní strany uprostřed svého volebního období

Zbylé dva body doplňují již předchozí hypotézy a kritéria:
1. Výsledky voleb do Evropského parlamentu jsou ukazatelem pro příští parlamentní volby
2. V zemích, kde se střídají vládní alternativy, je slabší odliv voličů od velkých stran k menším

V České republice se pojmem volby druhého řádu jako první zabývali Lukáš Linek a Pat Lyons .